# Залив Суровости
Зали́в Суро́вости (лат. Sinus Asperitatis) — лунное море, которое простирается от Моря Спокойствия на севере до Моря Нектара на юго-востоке. С запада и востока окружено материковыми участками.
Селенографические координаты центра — 5°25′ ю. ш. 27°29′ в. д. / 5,41° ю. ш. 27,49° в. д., длина — около 220 км.
На северной оконечности Залива Суровости расположен маленький кратер Торричелли (лат. Torricelli), на южной — известная пара кратеров Теофил (Theophilus) и Кирилл (Cyrillus).